# Acropimpla devia
Acropimpla devia là một loài tò vò trong họ Ichneumonidae.